# Каталанская Википедия
Катала́нская Википе́дия (кат. Viquipèdia en català) — раздел Википедии на каталанском языке, созданный 17 марта 2001 года.

## Статистика
По состоянию на 16 июля 2025 года каталанский раздел Википедии содержит 777 656 статей. Зарегистрировано 518 389 участников, из них 978 совершили какое-либо действие за последние 30 дней, 26 участников имеют статус администратора. Общее число правок составляет 35 409 129.

## История
Каталанская Википедия является хронологически третьим разделом Википедии, она создана всего лишь через несколько минут после основания немецкой Википедии.
16 марта 2001 года Джимми Уэйлс заявил, что он стремится создать Википедии и на других языках, в частности он также заинтересован и в создании каталанского раздела. Первые испытания были осуществлены на немецкой Википедии и через несколько минут была создана каталанская Википедия на домене сatalan.wikipedia.com.
Первой правкой в неанглийской части Википедии была правка в каталанском разделе в 21:07 UTC 16 марта 2001 года. Первая неанглийская статья была создана также в каталанской Википедии — Àbac — «Абак» в 1:41 UTC 17 марта 2001 года.
Через некоторое время домен был изменён на ca.wikipedia.com, а впоследствии на ca.wikipedia.org. С 2003 года сообщество википедистов начало использовать название Viquipèdia, когда речь шла о каталанском разделе Википедии.
Вероятнее всего, первым зарегистрированным участником каталанского раздела был AstroNomer, который однако не оставил после себя весомого вклада. Первым википедистом каталанской Википедии можно считать пользователя Cdani.
Несмотря на то что раздел был одним из первых разделов не на английском языке, отметка в 10 тысяч статей была достигнута лишь 16 ноября 2004 года.
Важные даты в истории:
- 20 000 — 19 ноября 2005 года
- 30 000 — 6 мая 2006 года
- 40 000 — 20 сентября 2006 года
- 50 000 — 4 января 2007 года
- 100 000 — 18 января 2008 года
- 150 000 — 28 декабря 2008 года
- 200 000 — 21 сентября 2009 года
- 250 000 — 30 июня 2010 года
- 300 000 — 21 декабря 2010 года
- 350 000 — 26 августа 2011 года
- 400 000 — 12 апреля 2013 года[3]
- 450 000 — 3 февраля 2015 года
- 500 000 — 11 марта 2016 года
- 600 000 — 8 января 2019 года
- 700 000 — 24 апреля 2022 года

В каталанском разделе в течение долгого времени шла работа над доработкой статей из списка статей, которые должны быть во всех языковых версиях. В результате в начале 2010 года каталанская Википедия сплочённой вышла на первое место среди всех языковых разделов по показателю качества, высчитываемого на основе этого списка.

### Обвинения в ненейтральности
Каталанская Википедия не раз становилась объектом внимания со стороны испанских СМИ, которые обвиняли её в продвижении националистических, антииспанских идей в ущерб нейтральности и энциклопедичности. Для каталанской Википедии типично частое использование флагов и расцветок Каталонии, Валенсии, Восточных Пиренеев и Балеарских островов вместе с упоминанием известных политических и культурных деятелей, которые в других языковых разделах упоминаются, как испанские или реже французские граждане. Было замечено, что в статьях на каталанском языке сами Каталония и Валенсия называются государствами, на чью территориальную целостность посягает Испания, хотя в остальных языковых разделах Каталония и Валенсия признаны регионами Испании. Статьи, связанные с историей Испании и Каталонии в целом нарушают нейтральность и представляют Испанию в роли агрессора.
Антииспанские настроения распространяются и на администраторов каталанского раздела, которые ставят защиту на статьи со спорной темой и занимаются массовой блокировкой происпанских или даже просто испанских участников без предупреждения, даже если те не нарушали правила проекта. Блокировка даже может последовать за использование испанского языка на странице обсуждения или форуме, хотя участника не будут наказывать за использования иного языка, кроме испанского. Одновременно сама испанская Википедия считается гораздо более нейтральной и беспристрастной в исторических и политических вопросах во многом благодаря тому, что многие статьи на спорные темы были составлены в рамках консенсуса между происпанскими и прокаталонскими пользователями. Каталанская Википедия же наоборот представляет исключительно прокаталонскую точку зрения.